# Убукун
Убукун (рос. Убукун) — станція Улан-Уденського регіону Східносибірської залізниці Росії, розташована на дільниці Заудинський — Наушки між станціями Оронгой (відстань — 13 км) і Сульфат (25 км). Відстань до ст. Заудинський — 83 км, до державного кордону — 170 км.